# Dan Anton Johansen
Dan Anton Johansen (13 agosto 1979) è un ex calciatore danese, di ruolo difensore.

## Carriera

### Club
Johansen iniziò a giocare a calcio in giovane età, con la maglia del Brøndby. Nel 1995, fu nominato Giovane calciatore Under-17 dell'anno. Il 1º aprile 1999 esordì con la prima squadra, giocando da difensore centrale e venendo nominato, nel 2000, Calciatore del Brøndby dell'anno. Dopo l'acquisto di Andreas Jakobsson e l'esplosione di un giovane Daniel Agger, fu schierato sulla fascia destra di difesa.
Nel 2004, i calciatori danesi dichiararono uno sciopero, il che significò bloccare la Superligaen. Per il Brøndby ci fu un altro problema, poiché il club era impegnato nelle competizioni europee. La squadra si ritrovò così senza diversi calciatori per la sfida di Coppa UEFA contro il Ventspils. Due giorni prima dell'incontro, però, Johansen ed il capitano della squadra, Per Nielsen, interruppero lo sciopero e ripresero gli allenamenti, causando delle polemiche. Il giorno dopo, i calciatori e la federazione dei club trovarono un accordo provvisorio, interrompendo l'agitazione. Il Brøndby ebbe così tutta la squadra a disposizione, ma fu comunque eliminato dal torneo.
Nella stessa stagione, Johansen subì la concorrenza del nuovo arrivo Sebastian Svärd, che giocò molte partite da terzino destro. L'anno successivo fu Thomas Rytter ad insidiarne il posto da titolare e Johansen dichiarò pubblicamente la sua insoddisfazione per la lontananza dal campo. Ebbe un'occasione per giocare nell'incontro con l'Espanyol, valido per la Coppa UEFA 2005-2006, dove fu però espulso. A dicembre 2005, il suo contratto con il club danese sarebbe giunto alla scadenza e si pensò potesse cambiare squadra. Invece, il difensore rinnovò l'accordo per un'ulteriore stagione. Il suo spazio in squadra fu comunque ridotto e, nell'estate 2006, firmò per i norvegesi del Lillestrøm.
Debuttò nella Tippeligaen il 30 luglio, nella sconfitta per 3-1 sul campo del Rosenborg. In questa squadra, vinse la Coppa di Norvegia 2007. A febbraio 2008, fu rilasciato dal suo club.
Il calciatore si trasferì poi al Viborg e successivamente allo Hvidovre.